# Showdown Records
Showdown Records ist ein deutsches Independent-Label, das im Bereich Hip-Hop tätig ist. Gegründet wurde Showdown Records 1998 von Andreas Herbig, Andreas Kebernik und René Goldenbeld.

## 1998–2003
Von 1998 bis 2003 veröffentlichte das Label Showdown Records 91 Alben, Singles und EPs von den Künstlern Deichkind, Square One, Mr. Schnabel, Chosen Few und Luke & Swift. Das Label stelle im Jahr 2003 den Betrieb ein und machte eine Auszeit.

## Seit 2013
Um Juli 2013 nahm das Label, welches mittlerweile aus Hamburg nach Berlin gezogen ist, die Label-Arbeit wieder auf und veröffentlicht seitdem wieder Musik neuer Künstler.
Im Jahre 2014 veröffentlichte Showdown Records das Album Ersatzverkehr des Produzenten Figub Brazlevič.